# 四種混合ワクチン
四種混合ワクチンは、正式にはジフテリア・百日せき・破傷風・ポリオ混合ワクチンと呼ばれ、ジフテリア、百日咳、破傷風、ポリオの4つの病原菌に対する混合ワクチン製剤である。日本では、2012年11月に導入された。DPT-IPVとも表記される。予防接種法に基づいて接種される定期予防接種（公費助成）に用いられる。

## 概要
従来の三種混合ワクチンにポリオワクチンを加えた製剤であるが、ポリオワクチン成分が経口生ワクチン（OPV）とは異なり、不活化ワクチンを用いたポリオワクチン（IPV）となっている。2012年8月以降に誕生した児、これまでに三種混合ワクチンやポリオワクチンを接種していない場合には、四種混合ワクチンを接種することとなった。
- ジフテリア（Diphtheria）：トキソイド
- 百日咳（Pertussis）：無細胞の百日せきワクチン(aP : acellular pertussis)。かつて用いられていた全菌体の百日咳ワクチン(wP : whole-cell pertussis)と区別するため、PではなくaPと表記する場合もある。
- 破傷風（Tetanus）：トキソイド
- ポリオ（Polio）：不活化ポリオワクチン（inactivated polio vaccine）

2024年4月より、従来単独接種であったHibワクチンを混合した五種混合ワクチンの定期接種が実施されている。

## 接種時期・種類・回数
- 1期：生後3か月から接種可。3～8週間間隔で3回、3回目の接種から約1年後（6ヶ月後から可能）に1回の計4回接種。
- 2期：11歳から、二種混合（DT）ワクチンを1回接種。多くの自治体で小学校6年生での投与を推奨している。
  - 2期は百日せき（DPTのP）を含まないワクチンを用いる。小学生高学年以上の年長者の百日せき患者が急増しているため、海外では多くの国が就学前と二種混合（DT）ワクチンの接種時期に三種混合（DPT）ワクチンの追加接種をするスケジュールに変更になっている。日本でも、現在使われている三種混合ワクチンを年長者に接種することも可能だが、任意接種（有償）[2]。
  - 10歳以上で接種するとジフテリアトキソイドによる副反応が強く出ることが多いため、1/5量（0.1 mL）を投与。この量では破傷風の有効量が不足しているため、最大限の効果を得るためには別途破傷風トキソイド単体の接種か、Td (Tetanus, Diphteria) またはTdap（Tetanus, Diphteria, acellular Pertussis）を輸入して用いる必要がある。
  - Tdapは従来の沈降精製百日せきジフテリア破傷風混合ワクチン（DTaP）に比較してジフテリア毒素抗原量および百日咳抗原量が減量されている[3]。
  - アメリカ疾病予防管理センターは、11～12歳の時と、成人にも10年ごとにTdapの接種を推奨している[4]。

## 有効成分
|                | 百日せき菌防御抗原 | ジフテリアトキソイド | ジフテリアトキソイド | 破傷風トキソイド | 破傷風トキソイド | 不活化ポリオウイルス | 不活化ポリオウイルス | 不活化ポリオウイルス |
|                | 力価               | (Lf)                 | 力価                 | (Lf)             | 力価             | 1型                  | 2型                  | 3型                  |
| -------------- | ------------------ | -------------------- | -------------------- | ---------------- | ---------------- | -------------------- | -------------------- | -------------------- |
| テトラビック   | 4単位以上          | 15以下               | 23.5単位以上         | 2.5以下          | 13.5単位以上     | 1.5 DU               | 50 DU                | 50 DU                |
| クアトロバック | 4単位以上          | 16.7以下             |                      | 6.7以下          |                  | 1.5 DU               | 50 DU                | 50 DU                |
| スクエアキッズ | 4単位以上          | 15以下               | 14単位以上           | 2.5以下          | 9単位以上        | 40 DU                | 8 DU                 | 32 DU                |

注）DU：D抗原単位
ただし不活化ポリオウイルスは、テトラビックとクアトロバックがSabin株、スクエアキッズが野生株（1 型：Mahoney 株、2型：MEF-1 株、3 型：Saukett 株）由来のソークワクチンで、Vero細胞で培養増殖させ、得られたウイルス浮遊液を濃縮、精製した後に不活化し、混合したもの。

### その他添加物
緩衝・等張化・pH調節・アジュバント・安定・希釈剤として、
- 共通： リン酸水素ナトリウム水和物、リン酸二水素ナトリウム、塩化ナトリウム、塩酸、水酸化ナトリウム、塩化アルミニウム、ホルマリン（ホルムアルデヒドとして）、エデト酸ナトリウム水和物、M199培地
- テトラビックのみ：水酸化アルミニウムゲル
- クアトロバックのみ：ブドウ糖、L-リシン塩酸塩